# Kenneth Requa
Kenneth Requa (* 1981 in USA) ist ein US-amerikanischer Fernsehproduzent, Drehbuchautor und Fernsehregisseur, der als Produzent der US-amerikanischen AMC-Horror-Fernsehserie Fear the Walking Dead bekannt wurde.

## Leben und Karriere
Der 1981 geborene Kenneth Requa studierte von 1999 bis 2003 an der University of Southern California und schloss mit einem Bachelor of Arts ab, bevor er 2004 als Produktionsassistent für 10 Episoden der Fernsehserie Six Feet Under – Gestorben wird immer tätig wurde. Danach engagierte er sich in den Jahren 2004 und 2005 als Regieassistent für die beiden Kurzfilme Kamea und Last Call. 2006 arbeitete er bei dem Kurzfilm 23 als Drehbuchautor, Filmeditor und Produzent mit. Zwischen den Jahren 2010 und 2012 übernahm er als Post Production Supervisor die Verantwortung für verschiedene Folgen von namhaften Serien wie Blue Mountain State, Sons of Tucson, Torchwood oder The Walking Dead. Zwischen 2013 und 2015 war er als assoziierter Produzent für den Fernsehfilm Zombieland unter der Regie von Eli Craig als auch für 48 Episoden der AMC-Serie The Walking Dead tätig. Für das AMC-Spin-off Fear the Walking Dead arbeitete er seit 2015 zuerst als assoziierter später auch als Co-Produzent der Serie. Seit 2017 ist er als hauptverantwortlicher Produzent bei Fear the Walking Dead beschäftigt. Im Jahre 2022 übernahm er neben der Funktion als ausführender Produzent bei der AMC+ Mini-Serie Fear the Walking Dead: Dead in the Water mit Nick Stahl, Jason Francisco Blue und Emmett Hunter in den Hauptrollen auch den Regiestuhl.

## Filmografie (Auswahl)

### Als Produzent
- 2006: 23 (Kurzfilm)
- 2012–2015: The Walking Dead (Fernsehserie als assoziierter Produzent, 48 Episoden)
- 2013: Zombieland (Fernsehfilm)
- 2015–2023: Fear the Walking Dead (Fernsehserie als Produzent in verschiedenen Funktionen, 106 Episoden)
- 2016: Angie Tribeca (Fernsehserie als assoziierter Produzent, 1 Episode)
- 2022: Fear the Walking Dead: Dead in the Water (Fernsehminiserie als ausführender Produzent, 6 Episoden)

### Als Regisseur
- 2004: Kamea (Regieassistenz beim Kurzfilm)
- 2005: Last Call (Regieassistenz beim Kurzfilm)
- 2022: Fear the Walking Dead: Dead in the Water (Fernsehminiserie, 6 Episoden)

### Als Drehbuchautor
- 2006: 23 (Kurzfilm)